# 277e régiment d'infanterie
Le 277e régiment d'infanterie (277e RI) est un régiment d'infanterie de l'Armée de terre française constitué en 1914 avec les bataillons de réserve du 77e régiment d'infanterie.
À la mobilisation, chaque régiment d'active crée un régiment de réserve dont le numéro est le sien plus 200.

## Création et différentes dénominations
1914 : 277e Régiment d'Infanterie

## Historique des garnisons, combats et batailles

### Première Guerre mondiale

#### Affectation
- 59e Division d'Infanterie août 1914

L'historique est consultable au service historique des armées, journaux des marches et opérations (J.M.O.) 26 N 736/8 à 26 N 736/12. S'agissant d'un régiment de réservistes, il est dans l'ensemble relativement épargné et retiré des positions les plus exposés. 

#### 1914
En aout, le régiment (deux bataillons de 4 compagnies chacun) part à l'effectif de 55 officiers, 2235 hommes, 96 chevaux et mulets, 24 chevaux de selle et 32 voitures, vers le front de Meurthe et Moselle. Il subit ses premières pertes près de Nomeny et termine l'année dans le secteur.

#### 1915
Toujours dans ce secteur maintenant connu comme le saillant de Saint-Mihiel, il participe en février aux combats qui rasent de la carte les hameaux de Norroy, Héminville et Xon, où une stèle porte les noms des tués. Il passe l'année dans la région.

#### 1916
Le 17 février 1916, il débarque à Regret, faubourg de Verdun. Sa division (59e) est alors affecté à des travaux de défense du secteur nord de la place. Le régiment travaille dans le secteur du bois des côtes de Belleville et subit des pertes faibles mais continues du fait des bombardements incessants, pour un total important. Le 9 mars, il est mis en alerte sur le front de la bataille de Verdun, état dont il sort le 4 avril. Il est ensuite affecté dans le secteur du fort de Tavannes et passe le reste de l'année dans les environs de Verdun.

#### 1917
En janvier, il est toujours à Verdun. Le 9 mai, il est transféré à Chalons sur Marne, et de là vers Villers-Marmery dans les combats postérieurs à la Bataille des monts de Champagne. Avec sa division il retourne ensuite, en octobre, près de Verdun, dans le secteur de Saint-Clément (Meurthe-et-Moselle).

#### 1918
Il y est encore le 3 mars, où il effectue des travaux de défense avant d'être transféré dans la Somme avec les unités chargé d'assurer la continuité de la liaison avec l'armée britannique face à l'offensive du Printemps allemande. Dans les premiers jours d'avril il est près de Mailly-Raineval et participe aux combats qui s'y déroulent.
De mai à aout, il est de nouveau dans le secteur de Verdun. Du 16 au 18 aout, il est transféré par chemin de fer de Gévry en Argonne à Clermont sur Oise, et prend position dans l'Aisne. Du 28 aout au 2 septembre il participe à la Bataille d'Amiens (1918) qui lui coute une centaine de tués et disparus et près de 400 blessés, mais lui permettent la capture de larges positions, 500 allemands, 90 mitrailleuses et plusieurs canons.
À la suite de cet engagement il est dissous le 13 septembre 1918.

## Drapeau
Il porte, cousues en lettres d'or dans ses plis, les inscriptions suivantes :
- Verdun 1916
- Picardie 1918